# Brianna Throssell
Brianna Throssell (Subiaco, Austràlia, 10 de febrer de 1996) és una nedadora australiana. Representa actualment el DC Trident a la Lliga Internacional de Natació.
Va competir als Jocs Olímpics d'estiu de 2014, on guanyà set medalles de bronze. Més tard, va representar el seu país als Jocs Olímpics d'Estiu de 2016 a Rio de Janeiro, on acabà tercera a les semifinals amb un temps de 2:07:19, darrere de les xineses Zhou Yilin i Zhang Yufei. Es va classificar per a la final i acabà en darrera posició amb un temps de 2:07:87.
Throssell va representar de nou Austràlia als Jocs Olímpics d'Estiu de 2020, que se celebraren a Tòquio el 2021. Va realitzar les proves de 100 i 200 metres papallona, i arribà al vuitè lloc a la final de la prova de 200 metres. Es va endur però una medalla d'or al relleu de 4 x 100 metres femení i una medalla de bronze al relleu mixt de 4 x 100 metres. També va assolir una medalla de bronze al relleu femení dels 4 x 200 metres lliures.

## Palmarès internacional
| Jocs Olímpics d'Estiu de 2020 | Jocs Olímpics d'Estiu de 2020 | Jocs Olímpics d'Estiu de 2020 | Jocs Olímpics d'Estiu de 2020 |
| Any                           | Indret                        | Medalla                       | Prova                         |
| ----------------------------- | ----------------------------- | ----------------------------- | ----------------------------- |
| 2021                          | Tòquio ( Japó)                | 1                             | 4×100 m mixtos                |
| 2021                          | Tòquio ( Japó)                | 3                             | 4×200 m lliures               |
| 2021                          | Tòquio ( Japó)                | 3                             | 4×100 m mixtos                |
| Campionat Mundial de Natació  |                               |                               |                               |
| Any                           | Indret                        | Medalla                       | Prova                         |
| 2019                          | Gwangju ( Corea del Sud)      | 1                             | 4×200 m lliures               |
| 2019                          | Gwangju ( Corea del Sud)      | 1                             | 4×100 m lliures               |
| 2019                          | Gwangju ( Corea del Sud)      | 2                             | 4×100 m estils                |
| 2019                          | Gwangju ( Corea del Sud)      | 2                             | 4×100 m lliures mixt          |
| 2017                          | Budapest ( Hongria)           | 3                             | 4×100 m estils                |
| 2014                          | Doha ( Qatar)                 | 2                             | 4×100 m estils                |
| 2014                          | Doha ( Qatar)                 | 3                             | 4×200 m lliures               |
| 2012                          | Istambul ( Turquia)           | 2                             | 4×100 m lliures               |
| 2012                          | Istambul ( Turquia)           | 2                             | 4×100 m estils                |